# Rauna (rivière)
Pour les articles homonymes, voir Rauna.
La Rauna est une rivière dans la région de Vidzeme en Lettonie, l'affluent gauche de la Gauja. Sa longueur est de 50 km, la superficie du bassin 407,4 km2.

## Géographie
La Rauna prend sa source dans le lac Slutaisis dans les hautes terres de Vidzeme, traversant les municipalités de Vecpiebalga, Rauna et Priekuļi.

## Milieu naturel

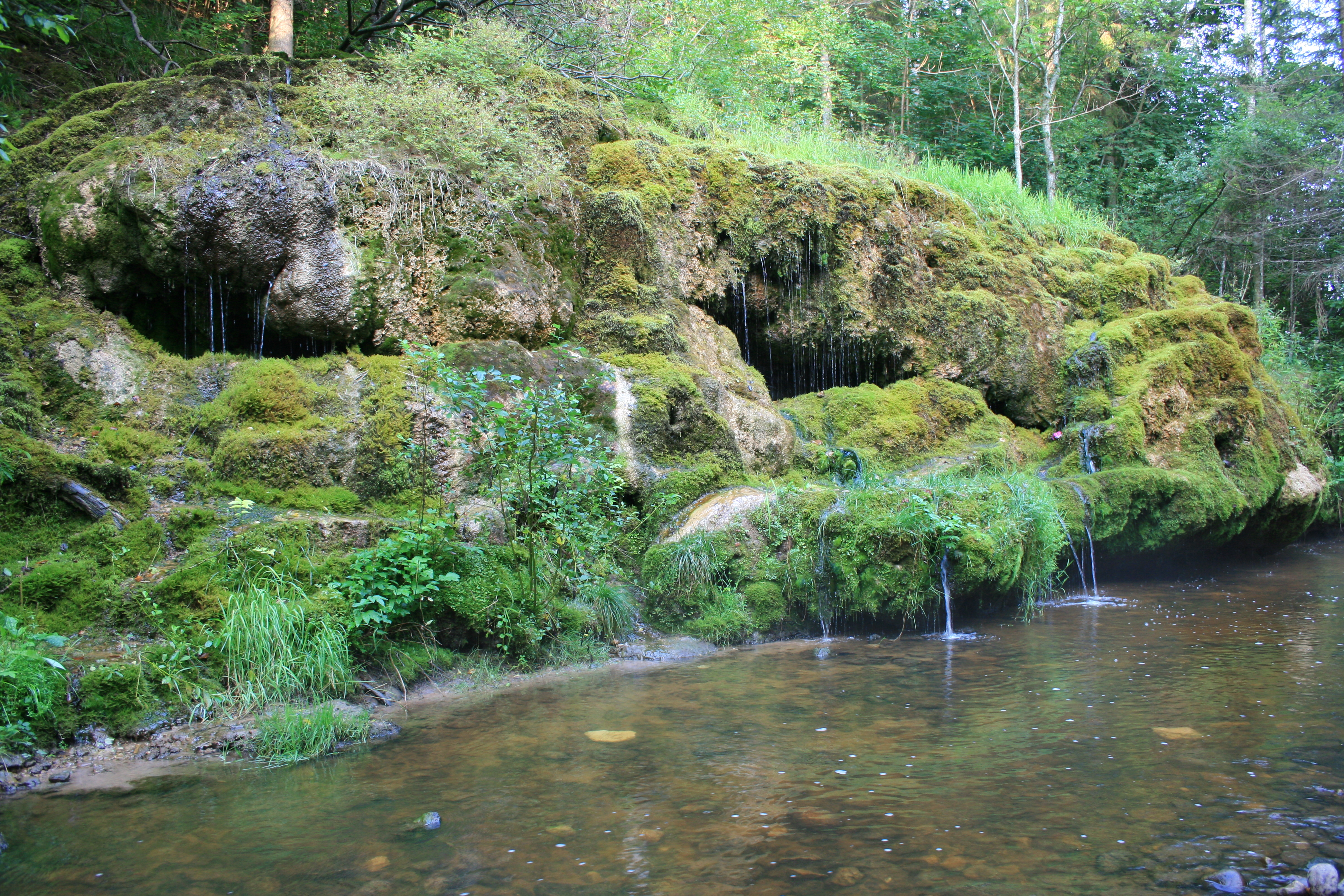
Raunas staburags.

La longueur de la rivière est de 50 km, la pente est de 183 m (3,6 m / km). Débit moyen en est de 3,8 m³ / s, la superficie du bassin 407,4 km2,.  La rivière est assez rapide au début, avec des berges abruptes. Sur la rive droite de Rauna se trouve la remarquable formation de calcaire Raunas Staburags. Puis la rivière coule le long de la plaine, les berges sont hautes de 3 à 5 m. Beaucoup d'embâcles naturels formés par les arbres tombés. L'ombre est le poisson le plus présent dans la rivière.

## Principaux affluents
Rive gauche
- Spīga (5 km);
- Klampupe (7 km);
- Cimziņa (12 km).

Rive droite
- Līčupe (14 km);
- Ārupīte (8 km);
- Tālīte (5 km);
- Raunis (22 km);
- Vaive (18 km).